# الحلقة الزرقاء
في مجال دارسة التطور النجمي، فإن الحلقة الزرقاء هي مرحلة في حياة النجوم المتطورة عندما تتحول من نجم بارد إلى نجم أكثر سخونة قبل أن تبرد مرة أخرى. ينبع الاسم من شكل المسار التطوري على مخطط هرتزبرونغ راسل (إتش آر) الذي يشكل حلقة باتجاه الجانب الأزرق (أي الأكثر سخونة) على الرسم التخطيطي.
يمكن أن تحدث الحلقات الزرقاء للعمالقة الحمراء الفائقة أو فرع العملاقة الحمراء، أو فرع النجوم العملاقة المقاربة. قد تختبر بعض النجوم أكثر من حلقة زرقاء واحدة. العديد من النجوم المتغيرة النابضة مثل متغيرات قيفاوي هي نجوم حلقة زرقاء. لا تتبع النجوم الموجودة على الفرع الأفقي عمومًا للحلقة الزرقاء على الرغم من أنها أسخن مؤقتًا من الفروع العملاقة الحمراء أو العملاقة المقاربة. تتكون الحلقات ببطء شديد جدًا بدرجة تحول من رصد نجومها الفردية، ولكن يمكن الاستدلال عليها من النظرية ومن خصائص وتوزيع النجوم في مخطط إتش آر.

## العمالقة الحمراء
تتمتع معظم النجوم في فرع العملاقة الحمراء (آر جي بي) بلبّ مكون من الهيليوم الخامل وتبقى آر جي بي حتى يؤدي وميض هيليوم إلى نقلها إلى الفرع الأفقي. لكن، لا تمتلك النجوم الأثقل من 2.3 ضعف كتلة الشمس لبًّا خاملًا، إذ تنتج ومضات هيليوم بسلاسة قبل الوصول إلى رأس فرع العملاق الأحمر لتصبح أسخن أثناء اندماج الهيليوم في لبّها. تصبح النجوم الأثقل أكثر سخونة خلال هذه المرحلة، وبشكل عام، تختبر النجوم الأثقل من نحو 5 أضعاف كتلة الشمس مرحلة الحلقة الزرقاء، التي تستمر لمدة مليون عام. يحدث هذا النوع من الحلقات الزرقاء مرة واحدة فقط خلال حياة النجم.

## فرع العملاق المقارب
تتمتع النجوم الموجودة على الفرع العملاق المقارب (إيه جي بي) بلبّ خامل إلى حد كبير مكون من الكربون والأكسجين، وتقوم بالتناوب بدمج الهيدروجين والهيليوم في طبقات متحدة المركز حول اللب. تسبب بداية اندماج الهيليوم في الطبقات نبضًا حراريًا، وسيؤدي ذلك في بعض الحالات إلى زيادة درجة حرارة النجم مؤقتًا للدخول في مرحلة الحلقة الزرقاء. قد تحدث العديد من النبضات الحرارية أثناء انخماد الطبقات وتنشطها بالتناوب، ويمكن أن تتشكل حلقات زرقاء متعددة في نفس النجم.

## العمالقة الحمراء
النجوم العملاقة الحمراء هي نجوم ثقيلة تركت النسق الأساسي وتوسعت وبردت بدرجة كبيرة. يعني ضيائها العالي وجاذبيتها السطحية المنخفضة أنها تفقد كتلتها بسرعة. يمكن أن تفقد أكثر العمالقة الحمراء ضياءً كتلتها بسرعة كافية لتصبح أكثر سخونة وأصغر. في النجوم الأكثر ثقلًا، يمكن أن يؤدي هذا إلى تطور النجم بشكل دائم بعيدًا عن مرحلة العملاق الأحمر فائق الكبر ليصبح عملاقًا أزرقًا، ولكن في بعض الحالات، سيختبر النجم مرحبة الحلقة الزرقاء ليعود إلى كونه عملاقًا أحمر.

## الشريطة المتقلبة
تمر النجوم التي تختبر مرحلة الحلقات الزرقاء عبر الجزء الأصفر من مخطط إتش آر فوق النسق الأساسي، بحيث يعبر العديد منها منطقة تسمى شريط عدم الاستقرار لأن الطبقات الخارجية للنجوم في تلك المنطقة غير مستقرة وتنبض. يُعتقد أن النجوم من الفرع العملاق المقارب، الذي يعبر شريط عدم الاستقرار خلال الحلقة الزرقاء، تصبح متغيرات دبيلو فيرجينز. يعتقد أن النجوم الأثقل، التي تعبر شريط عدم الاستقرار خلال مرحلة الحلقة الزرقاء من الفرع الأحمر العملاق، تشكل متغيرات دلتا سيفي. يحتوي كلا النوعين من النجوم على أغلفة ضوئية غير مستقرة في هذه المرحلة من حياتها وغالبًا ما تتمتع بأطياف العمالقة الضخمة، على الرغم من أن معظمها ليس ضخمًا بما يكفي لدمج الكربون أو الوصول إلى مرحلة المستعر الأعظم.